# Congressional Space Medal of Honor
Ne doit pas être confondu avec Medal of Honor.
La Congressional Space Medal of Honor fut créée en 1969 par le Congrès des États-Unis pour récompenser « tout astronaute s'étant distingué en mission par ses efforts et par ses contributions pour le bien-être de la nation et de l'humanité ». La médaille est offerte par le président des États-Unis sur les recommandations de l'administrateur de la National Aeronautics and Space Administration (NASA).
Bien que la médaille soit une récompense à la base civile, elle est aussi acceptée comme récompense militaire et peut se porter sur un uniforme. Dans ce cas, la médaille est attachée par un ruban de l'armée américaine.
La médaille n'a aucun rapport avec la Medal of Honor qui récompense la bravoure et l'héroïsme au combat.

## Récipiendaires
En 2006, 28 astronautes avaient reçu la médaille du président américain au nom du Congrès.
- 1978
  - Neil Armstrong - Commander, premier atterrissage sur la Lune
  - Frank Borman - Commander, première orbite autour de la Lune
  - Charles « Pete » Conrad -
  - John Glenn - Premier américain en orbite
  - Virgil « Gus » Grissom (posthume) - Commander de Gemini 3 et Apollo 1
  - Alan Shepard - Premier américain dans l'espace
- 1981
  - John W. Young - Commander, premier vol en vaisseau dans l'espace
- 1993
  - Thomas Stafford - sauva l'équipage Apollo-Soyuz Test Project d'une intoxication due au fioul
- 1995
  - James Lovell - Commander, Apollo 13
- 1996
  - Shannon Lucid - Plus longue période dans l'espace pour une femme (battue en 2007 par Sunita Williams)
- 1997
  - Roger Chaffee (posthume) - Apollo 1
  - Edward White (posthume) - Gemini 4 et Apollo 1 et premier américain à utiliser un véhicule pour une Sortie extravéhiculaire
- 2003
  - William Shepherd - Commander, première équipe de l'ISS
- 2004
  - Dick Scobee (posthume) - Challenger
  - Michael J. Smith (posthume) - Challenger
  - Judith Resnik (posthume) - Challenger
  - Ellison Onizuka (posthume) - Challenger
  - Ronald McNair (posthume) - Challenger
  - Greg Jarvis (posthume) - Challenger
  - Christa McAuliffe (posthume) - Challenger
  - Rick Husband (posthume) - Columbia
  - Willie McCool (posthume) - Columbia
  - Michael P. Anderson (posthume) - Columbia
  - Kalpana Chawla (posthume) - Columbia
  - David M. Brown (posthume) - Columbia
  - Laurel B. Clark (posthume) - Columbia
  - Ilan Ramon (posthume) - Columbia (premier citoyen non américain)
- 2006
  - Robert Crippen - Pilote, premier pilote de la STS-1